# Money in the Bank 2020
Money in the Bank (2020) was een professioneel worstel-pay-per-view (PPV) en WWE Network evenement dat georganiseerd werd door WWE hun Raw en SmackDown brands. Het was de 11e editie van Money in the Bank en werd uitgezonden op 10 mei 2020, terwijl het grootste deel live werd uitgezonden in het WWE Performance Center in Orlando, Florida. De Money in the Bank Ladder matches werden vooraf opgenomen op 15 april 2020 in de Titan Towers, het hoofdkantoor van WWE.
Het evenement zou oorspronkelijk plaats vinden in het Royal Farms Arena in Baltimore, Maryland, maar de organisatie, Royal Farms Arena, had alle evenementen, die toekomstig zouden plaats vinden, geannuleerd wegens het coronapandemie. Als reactie hierop profiteerde WWE van de situatie en verplaatste de twee ladderwedstrijden naar hun hoofdkantoor in Stamford met een nieuwe "Corporate Ladder" -gimmick waar de koffers van de wedstrijd boven een ring op het dak van het gebouw werden gehangen. De worstelaars begonnen op de begane grond en vochten zich een weg naar het dak.

## Matches
| Nr. | Match | Winnaar(s)     | Opmerkingen                                                                    | Bron  |
| --- | --- | -------------- | ------------------------------------------------------------------------------ | ----- |
| 1p  | Jeff Hardy vs. Cesaro | Jeff Hardy     | Eén-op-één match.                                                              | [ 4 ] |
| 2   | The New Day (Big E & Kofi Kingston) (c) vs. The Forgotten Sons (Steve Cutler & Wesley Blake) (met Jaxson Ryker) vs. John Morrison & The Miz vs. Lucha House Party (Gran Metalik & Lince Dorado) | The New Day    | Fatal 4-Way Tag team match voor het WWE SmackDown Tag Team Championship.       | [ 4 ] |
| 3   | Bobby Lashley vs. R-Truth | Bobby Lashley  | Eén-op-één match.                                                              | [ 4 ] |
| 4   | Bayley (c) (met Sasha Banks) vs. Tamina | Bayley         | Eén-op-één match voor het WWE SmackDown Women's Championship.                  | [ 4 ] |
| 5   | Braun Strowman (c) vs. Bray Wyatt | Braun Strowman | Eén-op-één match voor het WWE Universal Championship.                          | [ 4 ] |
| 6   | Drew McIntyre (c) vs. Seth Rollins | Drew McIntyre  | Eén-op-één match voor het WWE Championship.                                    | [ 4 ] |
| 7   | Asuka vs. Carmella vs. Dana Brooke vs. Lacey Evans vs. Nia Jax vs. Shayna Baszler | Asuka          | Money in the Bank ladder match voor het WWE Raw Women's Championship.          | [ 4 ] |
| 8   | Otis vs. A.J. Styles vs. Aleister Black vs. Daniel Bryan vs. King Corbin vs. Rey Mysterio | Otis           | Money in the Bank ladder match voor een wereldkampioenschapswedstrijd contract | [ 4 ] |